# موتور بلبل پردل
موتور بلبل پردلی یک منطقهٔ مسکونی در ایران است که در دهستان جازموریان واقع شده‌است. موتور بلبل پردل 120نفر جمعیت دارد. این روستا در سال 1345توسط بلبل پردلی پایه گذارشد و اولین روستا در دهستان چاه دلشاد (چاه حسن) میباشد. و در واقع موتور پردلی(روستای پردلی) اولین روستا در تاریخ چاه دلشاد 
میباشد